# Arsk
Arsk – miasto w Rosji, w Tatarstanie. W 2010 roku liczyło 18 114 mieszkańców.